# Ronde mayennaise
La Ronde mayennaise est une course cycliste française disputée au mois de septembre autour de Laval, dans le département de la Mayenne. Créée en 1969, cette compétition est organisée par le club Laval Cyclisme 53. Elle fait partie du calendrier national de la Fédération française de cyclisme.

## Histoire
Cinq premières éditions sont organisées de 1969 à 1973. Le Breton Georges Talbourdet remporte l'épreuve à trois reprises.
Après une interruption de vingt ans, la course est relancée par le Vélo Club Lavallois en 1993. Elle sert à plusieurs reprises de manche ou de finale à la Coupe de France des clubs. Depuis 2011, elle est organisée par le club Laval Cyclisme 53.
L'édition 2020 est annulée.

## Palmarès
| Année     | Vainqueur            | Deuxième           | Troisième             |
| --------- | -------------------- | ------------------ | --------------------- |
| 1969      | Pierre Trochu        | Alain Monier       | Jean-Claude Largeau   |
| 1970      | Claude Bossard       | Alain Nogues       | Jean-Claude Largeau   |
| 1971      | Georges Talbourdet   | Marcel Boishardy   | Bernard Viel          |
| 1972      | Georges Talbourdet   | Alain Meslet       | Patrick Béon          |
| 1973      | Georges Talbourdet   | Patrick Béon       | Jacky Barteau         |
| 1974-1992 | non disputé          |                    |                       |
| 1993      | Lylian Lebreton      | Philippe Jamin     | Christian Blanchard   |
| 1994      | Freddy Arnaud        | Michel Lallouët    | Sébastien Fouré       |
| 1995      | Christophe Agnolutto | Guillaume Auger    | Benoît Farama         |
| 1996      | Thierry Masschelein  | Stéphane Bellicaud | Hervé Henriet         |
| 1997      | Guillaume Judas      | Janek Tombak       | Patrick Carlot        |
| 1998      | Pascal Pofilet       | Noan Lelarge       | Ludovic Turpin        |
| 1999      | Fabrice Salanson     | Noan Lelarge       | Sébastien Joly        |
| 2000      | Stéphane Cougé       | Frédéric Delalande | Maryan Hary           |
| 2001      | Jérôme Guisneuf      | Samuel Dumoulin    | Laurent Frizet        |
| 2002      | Mickaël Buffaz       | Lilian Jégou       | Grégory Faghel        |
| 2003      | Matthieu Sprick      | Dominique Rault    | Gilles Canouet        |
| 2004      | Charles Guilbert     | Alexandre Grux     | Amaël Moinard         |
| 2005      | Fabrice Jeandesboz   | Mickaël Leveau     | Mathieu Rompion       |
| 2006      | Sergey Kolesnikov    | Cédric Jeanroch    | Christophe Diguet     |
| 2007      | Franck Charrier      | Gaël Malacarne     | Boris Carène          |
| 2008      | Samuel Plouhinec     | Romain Mathéou     | Julien Fouchard       |
| 2009      | Yevgeniy Sladkov     | Sébastien Foucher  | Laurent Colombatto    |
| 2010      | Justin Jules         | Kévin Reza         | Nicolas Edet          |
| 2011      | Maxime Le Montagner  | Mickael Olejnik    | Steven Martin         |
| 2012      | Yann Guyot           | Flavien Maurelet   | Romain Guillemois     |
| 2013      | Alexis Isérable      | Mickaël Larpe      | Clément Mary          |
| 2014      | Étienne Tortelier    | Guillaume Faucon   | Paul-Mikaël Menthéour |
| 2015      | Clément Mary         | Rodolphe Marie     | Axel Guilcher         |
| 2016      | Samuel Plouhinec     | Justin Mottier     | Nicolas David         |
| 2017      | Maxime Cam           | Taruia Krainer     | Justin Mottier        |
| 2018      | Jérémy Bescond       | Alexandre Billon   | Émilien Jeannière     |
| 2019      | Baptiste Constantin  | Maël Guégan        | Maxime Pasturel       |
| 2020      | annulé               |                    |                       |
| 2021      | Jean-Louis Le Ny     | Benjamin Marais    | Florian Rapiteau      |
| 2022      | Mathis Le Berre      | Florian Rapiteau   | Adrien Garel          |
| 2023      | Florian Dauphin      | Benjamin Marais    | Jocelyn Baguelin      |
| 2024      | Yohann Simon         | Tom Mainguenaud    | Hans Rullier          |